# Erwin Thaler
Erwin Thaler (Innsbruck, 17 dicembre 1931 – 29 novembre 2001) è stato un bobbista austriaco, vincitore di due medaglie d'argento olimpiche nel bob a quattro, conquistate a Innsbruck 1964 e a Grenoble 1968, e di un titolo mondiale nel bob a due, ottenuto nel 1967, l'unico vinto da una coppia austriaca nella disciplina biposto.

## Biografia
Attivo negli anni sessanta come pilota per la squadra nazionale austriaca, ha partecipato a due edizioni dei Giochi olimpici invernali: a Innsbruck 1964 vinse la medaglia d'argento nel bob a quattro con Reinhold Durnthaler, Adolf Koxeder e Josef Nairz e si piazzò all'ottavo posto nel bob a due; quattro anni dopo, a Grenoble 1968, fu nuovamente argento a quattro con Reinhold Durnthaler, Herbert Gruber e Josef Eder e giunse quarto nella specialità a due.
Prese inoltre parte ad almeno tre edizioni dei campionati mondiali, conquistando in totale due medaglie, delle quali una d'oro. Nel dettaglio i suoi risultati nelle prove iridate sono stati, nel bob a due: sesto a Cortina d'Ampezzo 1966 e medaglia d'oro a l'Alpe d'Huez 1967, vinta in coppia con Reinhold Durnthaler; nel bob a quattro: medaglia di bronzo a Igls 1963 con Reinhold Durnthaler, Josef Nairz e Adolf Koxeder. La medaglia d'oro vinta nel bob a due nel 1967 rappresenta inoltre l'unico titolo iridato vinto da una coppia austriaca nella storia della disciplina biposto.
Agli europei ha invece conquistato cinque medaglie: quattro d'oro vinte consecutivamente nel bob a due nelle edizioni di Cortina d'Ampezzo 1965, Garmisch-Partenkirchen 1966, Igls 1967 e Breuil-Cervinia 1969, più una d'argento colta nel bob a quattro a Igls 1967.
Nel 1996 venne inoltre insignito della Medaglia d'Argento al Merito della Repubblica Austriaca.

## Palmarès

### Olimpiadi
- 2 medaglie:
  - 2 argenti (bob a quattro a Innsbruck 1964; bob a quattro a Grenoble 1968).

### Mondiali
- 2 medaglie:
  - 1 oro (bob a due a l'Alpe d'Huez 1967);
  - 1 bronzo (bob a quattro a Igls 1963).

### Europei
- 5 medaglie:
  - 4 ori (bob a due a Cortina d'Ampezzo 1965; bob a due a Garmisch-Partenkirchen 1966; bob a due a Igls 1967; bob a due a Breuil-Cervinia 1969);
  - 1 argento (bob a quattro a Igls 1967).